# Agmons olikheter
Agmons olikheter, uppkallade efter Shmuel Agmon, är två nära relaterade olikheter som är användbara inom teorin av partiella differentialekvationer.
Låt {\displaystyle u\in H^{2}(\Omega )\cap H_{0}^{1}(\Omega )} där {\displaystyle \Omega \subset \mathbb {R} ^{3}}.  Då säger Agmons olikheter i tre dimensioner att det finns en konstant {\displaystyle C} så att
{\displaystyle \displaystyle \|u\|_{L^{\infty }(\Omega )}\leq C\|u\|_{H^{1}(\Omega )}^{1/2}\|u\|_{H^{2}(\Omega )}^{1/2},}
och
{\displaystyle \displaystyle \|u\|_{L^{\infty }(\Omega )}\leq C\|u\|_{L^{2}(\Omega )}^{1/4}\|u\|_{H^{2}(\Omega )}^{3/4}.}
I två dimensioner gäller fortfarande den första olikheten, men inte den andra: låt {\displaystyle u\in H^{2}(\Omega )\cap H_{0}^{1}(\Omega )} där {\displaystyle \Omega \subset \mathbb {R} ^{2}}.  Då säger Agmons olikhet i två dimensioner att det finns en konstant {\displaystyle C} så att
{\displaystyle \displaystyle \|u\|_{L^{\infty }(\Omega )}\leq C\|u\|_{L^{2}(\Omega )}^{1/2}\|u\|_{H^{2}(\Omega )}^{1/2}.}